# 여태후 (주표)
황태후 여씨(皇太后 呂氏, 생몰년 미상)는 추존황제 흥종(興宗)의 후비이자 건문제의 생모이다. 수주(壽州) 출신이다.
건문제 즉위 전의 활동은 없다. 건문 원년(1399년) 건문제 즉위 후 황태후의 자리에 올랐다. 그러나 정난의 변으로 건문제가 쫓겨나자 태자비로 격하되어 황수의문황태자비(皇嫂懿文太子妃)의 호를 받았다. 이후 여씨에 대한 기록은 없다.